# Agromyza potentillae
Agromyza potentillae är en tvåvingeart som först beskrevs av Johann Heinrich Kaltenbach 1864.  Agromyza potentillae ingår i släktet Agromyza och familjen minerarflugor. Arten är reproducerande i Sverige. Inga underarter finns listade i Catalogue of Life.